# Contea di Hennepin
La contea di Hennepin è una contea dello Stato del Minnesota, negli Stati Uniti. La popolazione al censimento del 2000 era di 1 116 200 abitanti. Il capoluogo della contea è Minneapolis, la maggiore città dello stato federato.

## Geografia antropica

### Suddivisioni amministrative

#### Città
- Bloomington
- Brooklyn Center
- Brooklyn Park
- Champlin
- Chanhassen
- Corcoran
- Crystal
- Dayton
- Deephaven
- Eden Prairie
- Edina
- Excelsior
- Golden Valley
- Greenfield
- Greenwood
- Hanover
- Hopkins
- Independence
- Long Lake
- Loretto
- Maple Grove
- Maple Plain
- Medicine Lake
- Medina
- Minneapolis
- Minnetonka
- Minnetonka Beach
- Minnetrista
- Mound
- New Hope
- Orono
- Osseo
- Plymouth
- Richfield
- Robbinsdale
- Rockford
- Rogers
- Shorewood
- Spring Park
- St. Anthony Village
- St. Bonifacius
- St. Louis Park
- Tonka Bay
- Wayzata
- Woodland

† Per gran parte nella contea di Hennepin, parti della città si trovano in altre contee

Per gran parte in un'altra contea, una parte della città si trova nella contea di Hennepin.

#### Territorio non organizzato
- Fort Snelling